# Lycaeides dubia
Lycaeides dubia är en fjärilsart som beskrevs av Schulz 1881. Lycaeides dubia ingår i släktet Lycaeides och familjen juvelvingar. Inga underarter finns listade i Catalogue of Life.